# 恥骨聯合
恥骨聯合 （拉丁語 ： Symphysis Pubis ）是位於恥骨左右上支之間的軟骨關節，並相互連接。 它位於膀胱的前面和下面。 在男性中，陰莖的懸韌帶附著在恥骨聯合上。 在女性中，恥骨聯合緊貼陰蒂 。 在正常成年人中，它可以移動大約2毫米並旋轉1度，這對婦女在分娩時有利。

## 結構

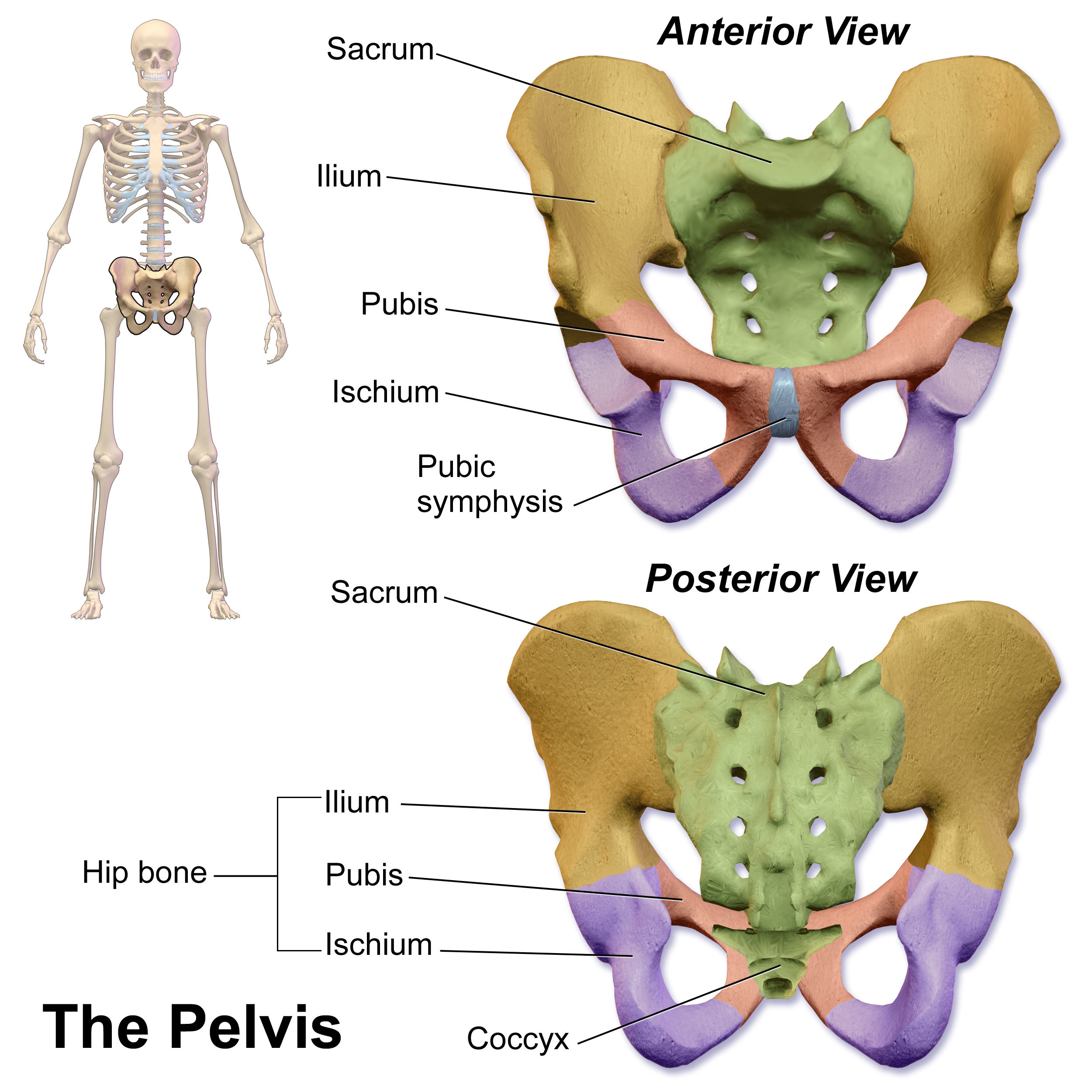

恥骨聯合是非滑行的兩棲關節。 恥骨聯合的前部寬度比其後部的寬度大3–5毫米。 該關節通過纖維軟骨連接，並可能包含一個充滿液體的腔。恥骨的兩端都被附著在纖維軟骨上的一層薄薄的透明軟骨覆蓋。 纖維軟骨盤被一系列韌帶加固。 這些韌帶附著在纖維軟骨盤上，使纖維與纖維盤混合。
兩種韌帶是恥骨上韌帶和恥骨下韌帶 ，它們向骨盆提供了最大的穩定性。前韌帶和後韌帶較弱。 腹直肌肌腱 ， 腹外斜肌 ， 腹肌和臀部肌肉可以增強上韌帶的強度和強度。 恥骨上韌帶將兩個恥骨向上連接在一起，橫向延伸至恥骨結節。 恥骨弓下韌帶也被稱為弓狀恥骨韌帶或恥骨下韌帶。 它是由韌帶纖維構成的厚三角弓，將下方的兩個恥骨連接在一起，形成了恥弓的上邊界。

## 功能
對骨盆的分析表明，骨幹區域起著弓的作用，將直立軀幹的重量從骨轉移到了臀部。 恥骨聯合連接這兩個承重弓，並且圍繞該骨盆區域的韌帶保持機械完整性。
恥骨聯合的主要運動是上下滑行和分離/壓縮。關節的功能是在行走過程中吸收震動並允許分娩。

## 外部連結
- Pelvic Instability Network Support (PINS)
- 人体解剖学在线（Human Anatomy Online）网站上的相关图片：17:st-0206 - "Major Joints of the Lower Extremity - hip and sacrum (anterior view)"
- 人体解剖学在线（Human Anatomy Online）网站上的相关图片：44:03-0104 - "The Male Pelvis: Hemisection of the Male Pelvis"
- 橫截面圖像：pelvis/pelvis-e12-15 - 維也納醫科大學生物塑化實驗室提供